# Trường An, Thuận Hóa
Trường An là một phường thuộc quận Thuận Hóa, thành phố Huế, Việt Nam.

## Địa lý
Phường Trường An có vị trí địa lý:
- Phía đông giáp phường Phước Vĩnh

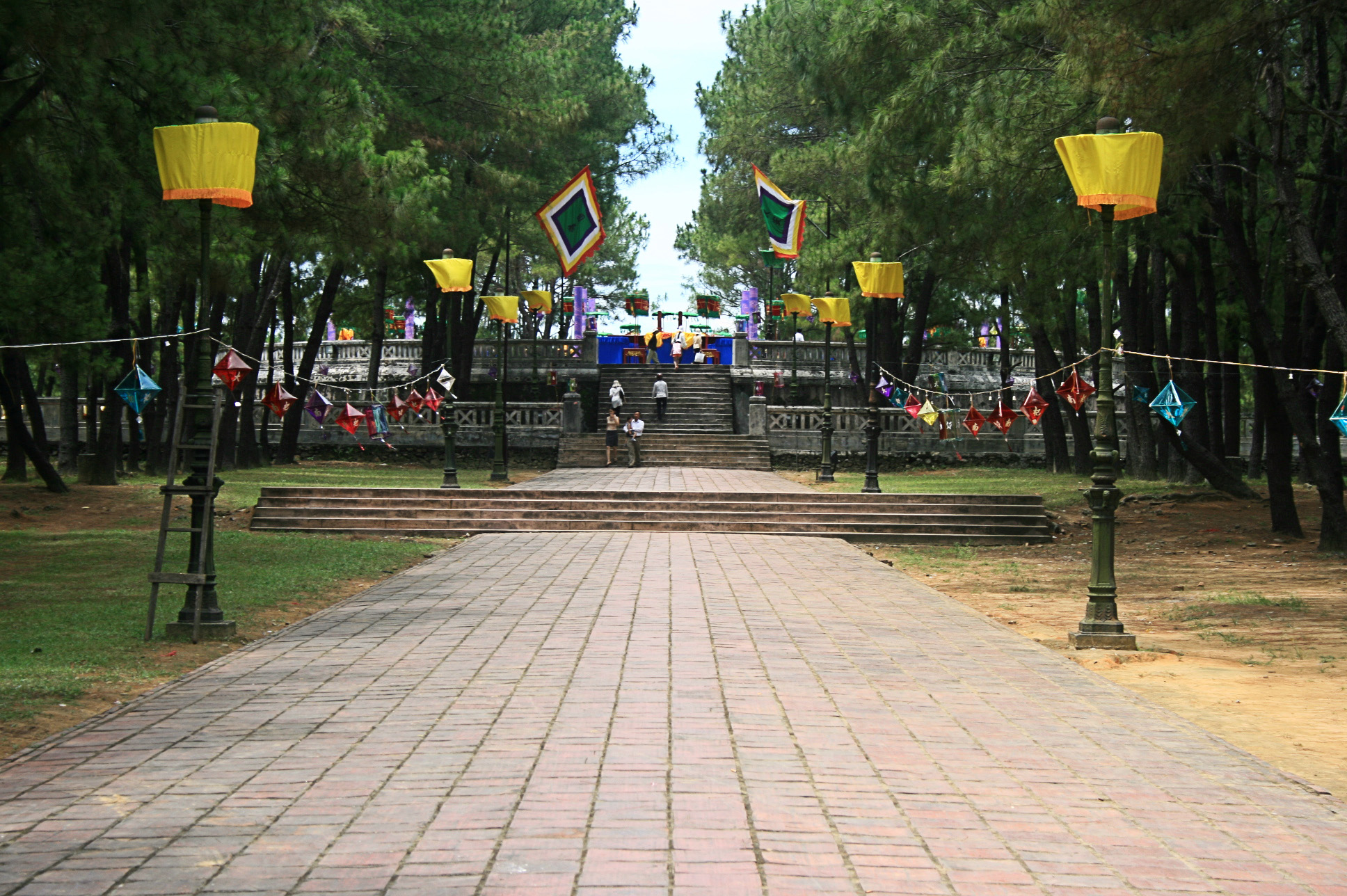
Đàn Nam Giao

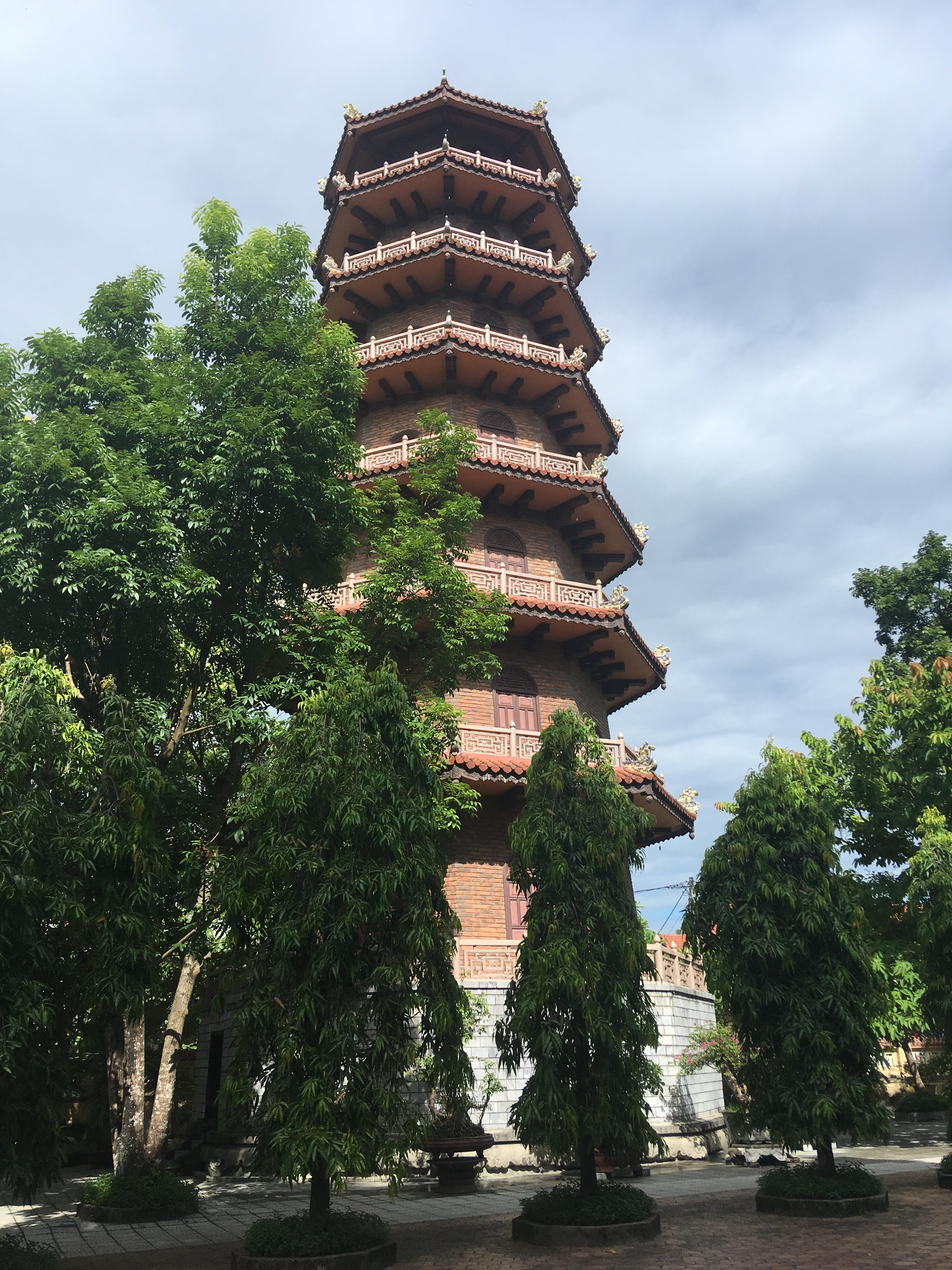
Chùa Từ Đàm

- Phía tây giáp phường Phường Đúc và phường Thủy Xuân
- Phía nam giáp phường Thủy Xuân
- Phía bắc giáp phường Vĩnh Ninh.

Phường Trường An có diện tích 1,53 km², dân số năm 2013 là 16.165 người, mật độ dân số đạt 10.565 người/km².

## Lịch sử
Trước đây, phường chính là xã Thủy Trường, huyện Hương Thủy.
Ngày 6 tháng 1 năm 1983, Hội đồng Bộ trưởng ban hành Quyết định số 03-HĐBT về việc đổi tên xã Thủy Trường thành phường Trường An.
Ngày 30 tháng 11 năm 2024, Ủy ban Thường vụ Quốc hội ban hành Nghị quyết số 1314/NQ-UBTVQH15 về việc sắp xếp đơn vị hành chính cấp huyện, cấp xã của thành phố Huế giai đoạn 2023 – 2025 (nghị quyết có hiệu lực từ ngày 1 tháng 1 năm 2025). Theo đó, thành lập quận Thuận Hóa thuộc thành phố Huế. Phường Trường An trực thuộc quận Thuận Hóa.

## Kinh tế - xã hội
Năm 2005, Trường An là một trong 3 phường đầu tiên được tự cân đối ngân sách cho đến nay.
Trạm y tế phường là 1 trong 5 trạm y tế đầu tiên của thành phố được công nhận đạt chuẩn quốc gia.

## Văn hóa
Hiện nay trên địa bàn phường Trường An còn tồn tại ba đình làng: Trường Giang, Trường Cởi, Bình An.